# Miodrag Belodedici
Miodrag Belodedici (* 20. Mai 1964 in Socol, Kreis Caraș-Severin) ist ein ehemaliger rumänischer Fußballspieler auf der Position des Libero und derzeitiger Funktionär. Er gehört der serbischen Minderheit im Banat an. In der Sportpresse der Länder des ehemaligen Jugoslawien wird sein Familienname in der südslawischen Schreibweise Belodedić geführt.

## Frühe Laufbahn
Miodrag Belodedici fing 1978 bei Minerul Moldova Nouă an, Fußball zu spielen. Bereits 1981 wurde er in die Junioren-Nationalmannschaft Rumäniens berufen. Deswegen wechselte er noch im selben Jahr nach Bukarest zum Verein Luceafărul București. Dort wurde er vom damaligen Präsidenten von Steaua Bukarest entdeckt.

## Karriere

### Vereine
Mit dem Wechsel zu Steaua Bukarest begann 1983 Belodedicis Profifußballkarriere. Als noch junger Spieler gewann er mit Steaua den Europapokal der Landesmeister. 1988 setzte er sich nach Jugoslawien ab und schloss sich FK Roter Stern Belgrad an. Der rumänische Fußballverband erwirkte daraufhin eine Spielsperre, die erst Ende 1989 aufgehoben wurde. In Serbien entwickelte sich Belodedici weiter und wurde 1991 zum zweiten Mal Europapokalsieger der Landesmeister.
Sein Wunsch, bis 1995 beim serbischen Rekordmeister zu bleiben, ging durch den Balkankrieg nicht in Erfüllung. Nach Robert Prosinečki verließ Belodedici als zweiter Leistungsträger 1992 den Belgrader Club und ging nach Spanien zum FC Valencia. Dort wurde seine Leistung immer schwächer, weswegen er nach zwei Jahren zu Real Valladolid wechselte. Dort gelang es ihm allerdings nicht, in die Stammelf zu kommen und so ging er nach nur einem Jahr zum FC Villarreal.
Bei Villarreal fiel er häufig verletzungsbedingt aus, wodurch Belodedici und die Vereinsführung unzufrieden wurden, sodass er ab 1996 für CF Atlante in Mexiko-Stadt spielte. Dort gelang ihm der fußballerische Aufschwung und so blieb er bis 1998, bevor er wieder zu Steaua Bukarest wechselte, wo er seine Karriere 2001 mit dem Gewinn des Doubles ausklingen ließ. Insgesamt bestritt Belodedici für seine Vereine 459 Spiele, in denen er 27 Tore erzielte.

### Nationalmannschaft
Seine Stärken konnte Belodedici meistens in der rumänischen Nationalmannschaft unter Beweis stellen. In seiner langen Karriere nahm er sowohl an der Weltmeisterschaft 1994 als auch an den Europameisterschaften 1996 und 2000 teil. Insgesamt bestritt er 55 Länderspiele für das rumänische Nationalteam und erzielte dabei immerhin fünf Tore.

## Spätere Laufbahn
Nachdem Miodrag Belodedici 2001 seine Karriere beendet hatte, wurde er für den rumänischen Fußballverband aktiv. Seit dem 22. November 2005 ist er für die Kinder- und Jugendmannschaften des rumänischen Fußballverbandes zuständig.

## Erfolge
Miodrag Belodedici gewann in seiner Karriere als Spieler folgende Titel:
- Meister der rumänischen Divizia A (1984/85, 1985/86, 1986/87, 1987/88, 1988/89, 2000/01)
- Jugoslawischer Meister (1989/90, 1990/91)
- Jugoslawischer Pokalsieger (1989/90)
- Rumänischer Superpokal (2001)
- Europapokal der Landesmeister (1985/86, 1990/91)
- Europäischer Supercup (1986)
- Weltpokal (1991)

## Sonstiges
Belodedici ist verheiratet und hat eine Tochter.